# 데버러 프리야 헨리
데버러 프리야 헨리(Deborah Priya Henry, 1985년 7월 21일 ~ )는 말레이시아의 모델, 사회자이자 미인 대회 우승자이다. 2007 미스 월드 말레이시아, 2011 미스 유니버스 말레이시아 우승자이며 미스 유니버스 2011에서 말레이시아 대표로 참가했다.